# Biển Savu
Biển Savu (hay biển Sawu) là một biển nhỏ nằm trong vùng nước thuộc Indonesia, được đặt tên theo đảo Savu (Sawu) nằm ở ranh giới phía nam của nó. Nó có ranh giới phía nam là các đảo Savu và Raijua, đảo Rote (Roti) và đảo Timor (phân chia giữa Đông Timor và Indonesia) ở phía đông, đảo Flores và quần đảo Alor ở phía bắc và đông bắc cũng như đảo Sumba ở phía tây bắc/tây. Nằm giữa các hòn đảo này, nó chảy vào Ấn Độ Dương nằm ở phía tây và nam, biển Flores ở phía bắc (qua eo biển Sumba) và biển Banda (qua eo biển Alor) ở phía đông bắc.
Biển Savu có độ sâu đạt tới 3.500 m (11.483 ft). Nó trải dài khoảng 600 km (373 dặm) từ tây sang đông và khoảng 200 km (124 dặm) từ bắc xuống nam. Thành phố lớn nhất trên bờ biển này là Kupang, thủ phủ của tỉnh Đông Nusa Tenggara trên đảo Timor, với khoảng 450.000 cư dân.
Tọa độ địa lý của trung tâm biển này khoảng 9° 32′ 23" vĩ nam và 122° 0′ 12" kinh đông.